# Centrum Heydəra Əliyeva
Centrum Heydəra Əliyeva (azer. Heydər Əliyev Mərkəzi) – kompleks budynków o powierzchni ok. 57,5 tys. m² w Baku w Azerbejdżanie, zaprojektowany przez iracko-brytyjską architekt Zahę Hadid i znany ze swojej charakterystycznej architektury i płynnego, giętkiego stylu, który unika ostrych krawędzi. Jest ono narodowym symbolem Azerbejdżanu i pełni funkcję głównego obiektu kulturalnego w tym kraju.
Centrum nosi imię Heydəra Əliyeva (1923–2003), I sekretarza KC Komunistycznej Partii Azerbejdżańskiej Socjalistycznej Republiki Radzieckiej w latach 1969–1982, a następnie prezydenta Republiki Azerbejdżanu od 1993 do 2003 roku.

## Projekt
W 2007 roku w wyniku konkursu na stanowisko architekta Centrum wybrano Zahę Hadid. W Centrum mieści się muzeum, bibliotekę, sale koncertowe i konferencyjne oraz przestrzeń wystawienniczą. Budynek z założenia ma pełnić integralną rolę w życiu intelektualnym miasta. Położony blisko centrum miasta, obiekt odgrywa kluczową rolę w przebudowie Baku.

Prawe skrzydło Centrum Heydara Alijewa

Centrum Heydəra Əliyeva reprezentuje płynną formę, która wyłania się z załamania naturalnej topografii krajobrazu i splotu poszczególnych ról Centrum. Wszystkie role jakie pełni to Centrum wraz z wejściami reprezentowane są przez fałdy na jednej, ciągłej powierzchni. Ta płynna forma daje możliwość połączenia różnych przestrzeni kulturowych, jednocześnie nadając każdemu elementowi Centrum własną tożsamość i odrębność. Forma ta w miarę zaginania się do środka powoduje, że elewacja ulega rozmyciu, stając się elementem wewnętrznego krajobrazu Centrum.

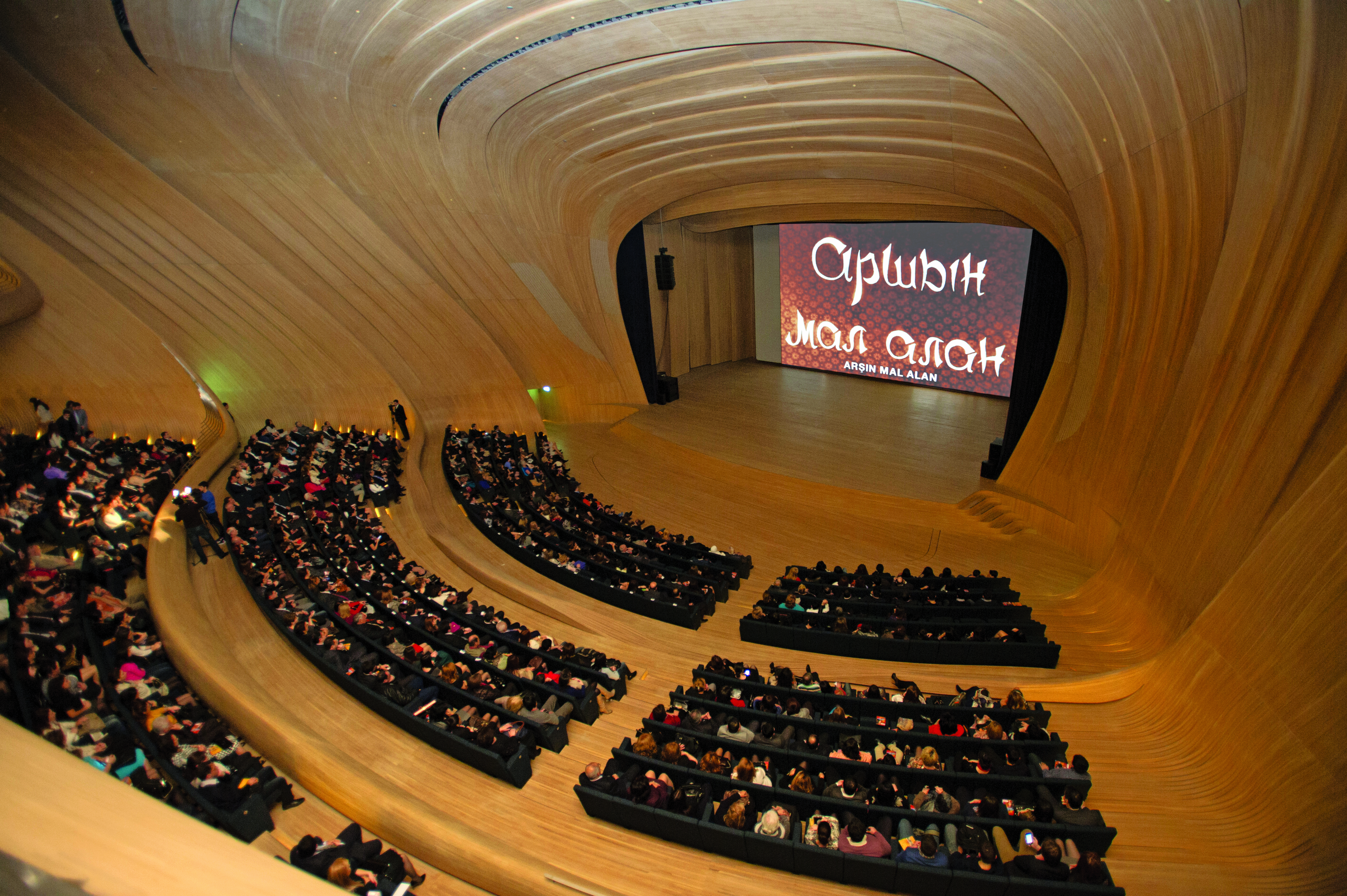
Audytorium

W dniu 10 maja 2012 r. odbyła się oficjalna ceremonia  otwarcia Centrum Heydəra Əliyeva, której przewodniczył obecny prezydent Azerbejdżanu İlham Əliyev.
Budynek Centrum Heydəra Əliyeva, cieszące się międzynarodowym uznaniem dzieło architektoniczne, stał się charakterystycznym punktem orientacyjnym współczesnego Baku ze względu na swój innowacyjny i nowoczesny projekt. Rozmieszczone się na ośmiu piętrach centrum mieści audytorium na 1000 miejsc, przestrzenie wystaw czasowych, centrum konferencyjne i warsztatowe oraz muzeum.
Budynek był nominowany do nagród: w 2013 roku zarówno na Światowym Festiwalu Architektury, jak i odbywającym się co dwa lata Inside Festival. W 2014 r. Centrum zdobyło nagrodę Projekt Roku 2014 (org. Design of the Year 2014) przyznaną przez Muzeum Designu w Londynie pomimo obaw dotyczących sytuacji w zakresie praw człowieka na terenie przeznaczonym na budowę. Tym samym Zaha Hadid jest pierwszą kobietą, która zdobyła główną nagrodę w tym konkursie.

## W kulturze popularnej

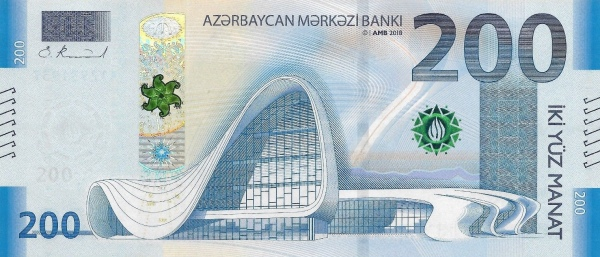
Centrum Heydəra Əliyeva na banknocie 200 manatów z 2018 r

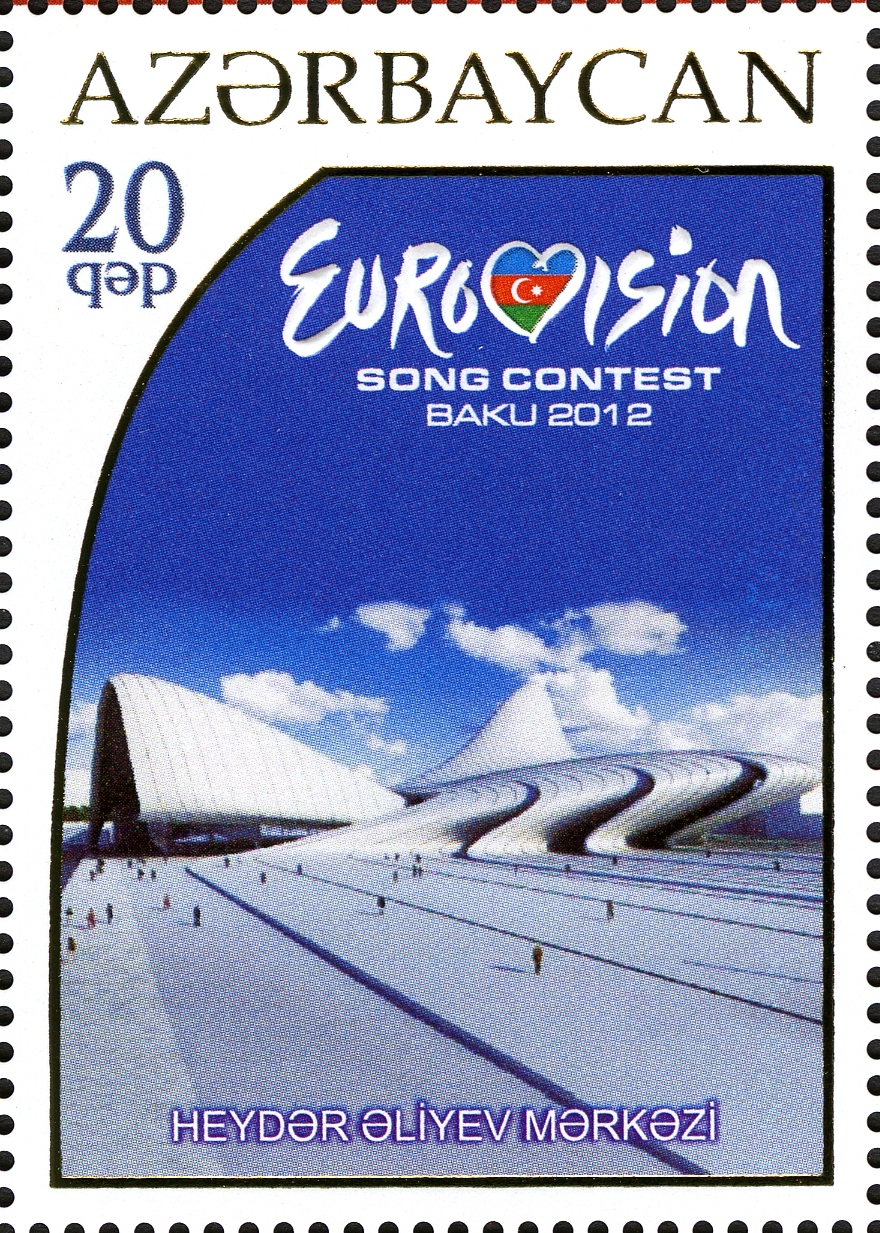
Centrum na znaczku 20- gapikowym Konkursu Piosenki Eurowizji 2012, który odbył się w Baku

Budynek pojawił się w dokumentalnym serialu telewizyjnym Extreme Engineering emitowanym na kanałach Discovery Channel i Science Channel. Odcinek zatytułowany „Niesamowita transformacja Azerbejdżanu” (część sezonu 9). Budynek można było zobaczyć w odcinku The Grand Tour zatytułowanym „Sea to unsalty sea”, gdzie prezenter Jeremy Clarkson opiewa budynek i Zahę Hadid. Budynek znalazł się także na „pocztówce” Samry Rahimli przedstawiającej wizytówkę Azerbejdżanu na Konkursie Piosenki Eurowizji 2016 oraz w Google Doodle w 2017 r.

### Wystawy

#### „Życie, śmierć i piękno”
Od dnia 21 czerwca do 9 września 2013 roku odbyła się wystawa prac amerykańskiego artysty Andy'ego Warhola pt. „Życie, śmierć i piękno” pod opieką Gianniego Mercurio, datowana na 85. rocznicę urodzin artysty. Na wystawie po raz pierwszy w Azerbejdżanie zaprezentowano ponad sto prac artysty, w tym reportaże filmowe Warhola. Pokazano zdjęcia autora, portrety światowych gwiazd filmu, muzyki i mody, a także inne dzieła światowej sławy, m.in. „Kwiaty”, „Kamuflaż”, „Ostatnią wieczerzę”, „Modlące się męskie dłonie”, „ Krzesło elektryczne” itp..

#### „Na przełomie wieków”
Od dnia 1 października do 8 listopada 2013 roku odbyła się osobista wystawa Artysty Ludowego Azerbejdżanu, wiceprezesa Rosyjskiej Akademii Sztuk Taira Sałachowa zatytułowana „Na przełomie wieków”. Wystawa została zorganizowana z okazji 85-lecia artysty. Podczas otwarcia wystawy podkreślono jego wielki wkład w rozwój azerbejdżańskiej sztuki pięknej. Dziedzictwo artystyczne Taira Sałachowa stanowi integralną część sztuki nie tylko Azerbejdżanu, ale także całego byłego Związku Radzieckiego. Uznawany jest za jednego z twórców „stylu surowego” w malarstwie. Na wystawie zaprezentowano ponad 100 prac artysty powstałych w różnym czasie oraz jego prace na dywanach. Wśród eksponatów znalazły się portrety Heydəra Əliyeva, kompozytora Qary Qarayeva i Dmitrija Szostakowicza, muzyka Mstisława Rostropowicza, dzieła „Aidan”, „Poranek. Abszeron”, „Koroglu”, tryptyk Abszeroński – „Ateszga”, „Kaspijczyk dzisiaj”, „Wieża Dziewica” i inne znane dzieła ludowego artysty.
W 2017 roku centrum otworzyło także swoje podwoje dla Wystawy Współczesnej Sztuki Tureckiej, kolekcji dzieł sztuki różnych tureckich artystów.

#### Wystawa „Arcydzieła historii”.
27 maja 2019 r. w Centrum odbyła się Wystawa Arcydzieł Historycznych, na której znalazły się starożytne zabytki z Gruzji i Azerbejdżanu.
Większość eksponatów pochodzi z epoki Gajar i są to znane na całym świecie wyroby ceramiczne i metalowe, płótna, miniatury i przedmioty należące do Fatali Khana, w tym jego portret.
Na wystawie zaprezentowano także kolekcję fotograficzną Dmitrija Jermakowa, uczestnika wojny rosyjsko-osmańskiej 1877-1878.
Wystawa „Rzeźba hiperrealistyczna. Prawie żywa”.
29 listopada 2018 w Centrum Heydəra Əliyeva odbyła się wystawa „Prawie żywi”. Na wystawę składały się zdeformowane postacie o niezwykłych rozmiarach, monochromatyczne posągi, fragmenty przedstawiające różne części ciała.
Na wystawie prezentowane są prace Daniela Firmana, Duane'a Hansona, Tony'ego Matelli, Mela Ramosa, Mathilde ter Heijne, Roberta Grahama, Allena Jonesa, Żarko Baszeskiego, George'a Segala i innych artystów.

#### Wystawa „Możliwe wymiary”.
Dnia 22 maja 2019 roku w Centrum otworzył wystawę Zurab Tsereteli. Wystawa poświęcona była 85. rocznicy Zuraba Tsereteli. Na wystawie prezentowanych jest 30 obrazów i rzeźb przywiezionych z Moskwy, Tbilisi i Londynu.

#### Wiedeńska Orkiestra Festiwalowa Straussa
Dnia 26 listopada 2018 w Centrum dała koncert Wiedeńska Orkiestra Festiwalowa Straussa (Strauss Festival Orchestra Vienna). W latach 2014 i 2016 z orkiestra wystąpiła z kolejnymi koncertami.

## Mały Azerbejdżan
Na drugim piętrze wystawy Mały Azerbejdżan prezentowane są makiety 24 budynków historycznych i architektonicznych. Zwiedzający mogą także zapoznać się z historią i architekturą budynków prezentowanych zarówno w języku azerbejdżańskim, jak i angielskim.
Wśród eksponowanych obiektów znajdują się budowle datowane na okres średniowiecza (Baszta Dziewicza, Mauzoleum Momine Chatun), XIX wieku (Bazar Baku, Państwowa Filharmonia Azerbejdżańska, Pałac Ismailiyya), epoki ZSRR (Dom Rządowy, Zielony Teatr), XXI wieku (Baku Hala Kryształowa, Ogniste Wieże) oraz powstające budynki (Stadion Olimpijski w Baku, Państwowy Fundusz Naftowy Republiki Azerbejdżanu).

## Współpraca międzynarodowa
Centrum Heydəra Əliyeva utrzymuje bliskie kontakty z wieloma instytucjami międzynarodowymi, strukturami partnerskimi za granicą, muzeami i centrami wystawienniczymi. Centrum organizowało wydarzenia i wystawy w wyniku wspólnej współpracy z różnymi organizacjami, muzeami i wystawami z Austrii, Belgii, Wielkiej Brytanii, Francji, Włoch, Rosji, Słowenii, Turcji i tak dalej. Jednocześnie prowadzi szereg projektów w Wielkiej Brytanii, Izraelu, Włoszech, Węgrzech, Rumunii, Rosji, Turcji, Japonii i innych.